# ドドンパ酔虎伝
『ドドンパ酔虎伝』（ドドンパすいこでん）は、1961年6月7日に大映が配給した、中山安兵衛の逸話である「高田馬場の決闘」を扱った、田中徳三監督によるミュージカル時代劇映画で、主演は勝新太郎。
当時ミュージカル調の映画がヒットしていたことから、大映が監督・田中、主演勝で製作を決めたが、田中も勝も製作に気乗りせず、大映から半ば強制される形で製作された。事実、興行成績は振るわなかったという。

## あらすじ
江戸の町では、中山安兵衛が作曲した「どどんぱ音頭」が流行したが、権十郎という男がその唄を悪用し、新興宗教を創設する。同じ頃、赤穂浪士による盗賊集団とさせる「台風組」が街を荒らしていた。赤穂浪士の汚名をそそぐため、安兵衛は台風組の行方を探す。そして台風組の首領と新興宗教の教祖が同一人物であことを突き止める。

## 配役
- 中山安兵衛：勝新太郎
- 大高源吾：小林勝彦
- まり江：渡辺マリ
- 園枝：浦路洋子
- 赤垣源造：水原弘
- おしん：宮川和子
- お勝：楠トシエ
- おきみ：白鳥みづえ
- 有難やの三次：由利徹
- 申し訳ないの仙太：南利明
- 堀部弥兵衛：益田キートン
- 清水一角：千葉敏郎
- おかん婆ア：武智豊子
- 金貸し万吉：中村是好
- 村上権十郎：山路義人
- 文吉：伊藤素道
- 文吉：リリオリズムエアーズ
- 武助：大杉潤
- 万吉女房おせん：滝のぼる
- 太郎吉：高梨雄司
- 氏上典膳：伊達三郎
- 若党久作：沖時男
- 須貝甚左衛門：荒木忍

## スタッフ
- 監督 : 田中徳三
- 企画 : 高森富夫
- 撮影 : 武田千吉郎
- 美術 : 太田誠一
- 音楽 : 宮川泰
- 編集 : 菅沼完二
- 脚本 : 川内康範

## 併映作品
- 『背広姿の渡り鳥』: 砂見国博監督